# Tõrvajõe
Koordinaten: 59° 24′ N, 28° 5′ O

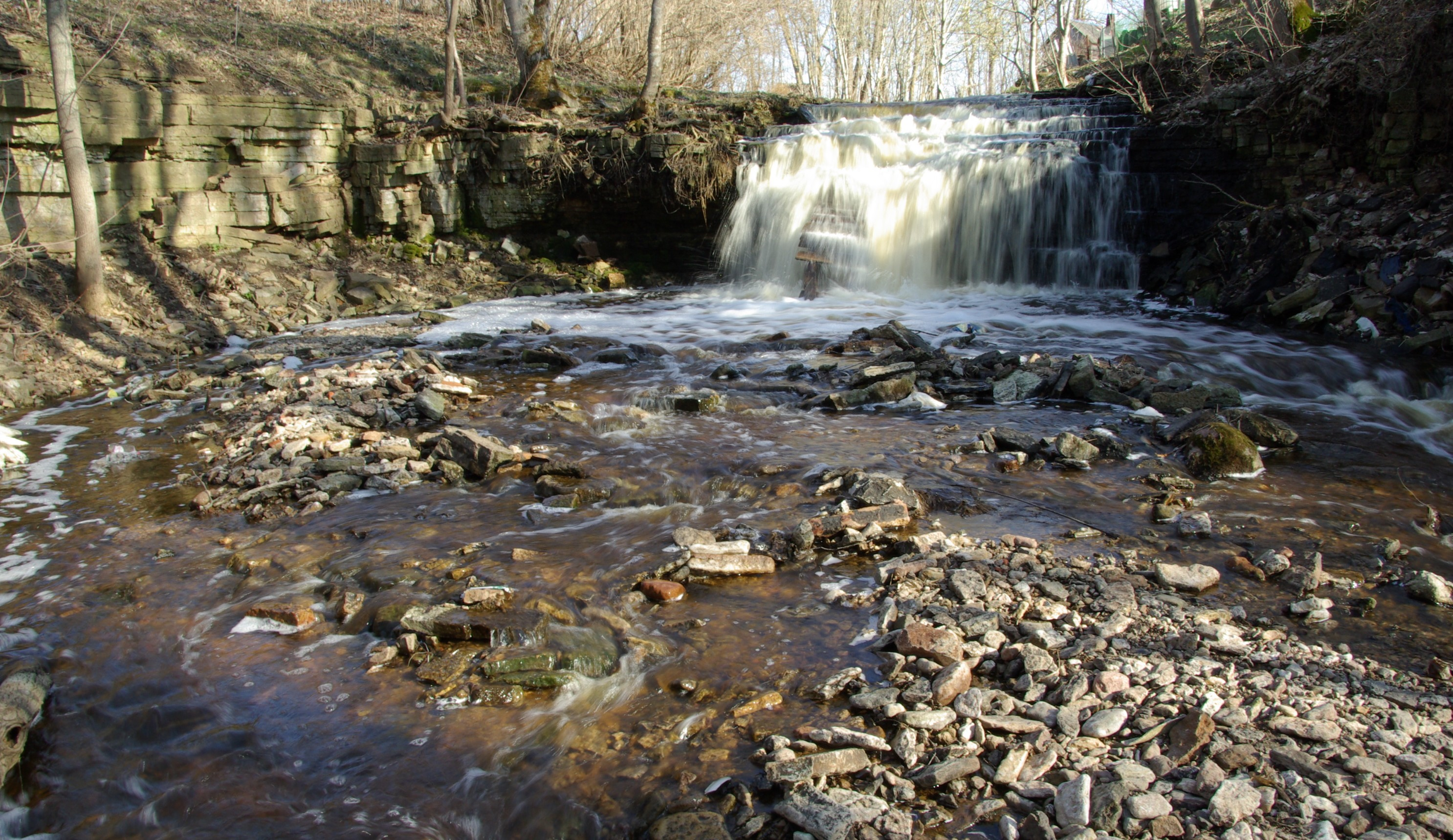
Der Tõrvajõe-Wasserfall

Tõrvajõe ist ein Dorf (estnisch küla) in der Stadtgemeinde Narva-Jõesuu (bis 2017 Landgemeinde Vaivara). Es liegt im Kreis Ida-Viru (Ost-Wierland) im Nordosten Estlands.

## Beschreibung und Geschichte
Das Dorf hat 31 Einwohner (Stand 1. Januar 2012). Es liegt an der Fernstraße zwischen der estnischen Hauptstadt Tallinn und der russischen Metropole Sankt Petersburg.
Der Ort wurde erstmals 1428 urkundlich erwähnt.
Durch ihn fließt der 16 Kilometer lange Bach Tõrvajõgi, der in den Fluss Narva (Narva jõgi) mündet.
Bei Naturliebhabern beliebt ist der Tõrvajõe-Wasserfall (Tõrvajõe juga). Der Bach fällt über eine Länge von fünf bis sechs Metern etwa zweieinhalb Meter tief. In einigen Sommern entfällt das Naturschauspiel wegen Wassermangels.